# 130. pr. n. št.
130. pr. n. št. je sedmo desetletje v 2. stoletju pr. n. št. med letoma 139 pr. n. št. in 130 pr. n. št.. 